# 中央公园南220号
中央公园南220号是一栋住宅用摩天大楼，由沃那多房產公司开发。大楼位于美国纽约州纽约市曼哈顿中城，由罗伯特·A·M·斯特恩建筑负责设计。
大楼位于中央公园南侧，大楼共有70层，共116个单元，於2019年正式落成。尽管其将成为曼哈顿中城天际线的一个引人注目的新成员，但已封頂的中央公园大楼已超过此楼。 目前此座大楼为纽约市第十四高的建筑，略低于世界贸易中心四号大楼。

## 图集
- 2013年12月末，正在清理中的建筑工地
- 2016年7月，在建中的大楼
- 2016年10月，在建中的大楼